# Ladislaus III av Ungern
Ladislaus III av Ungern (ungerska: László), född 1199, död 1205, var en ungersk monark; kung från 1204 till 1205. Han efterträdde sin far och efterträddes av sin farbror. 